# Sube a mi nube
Sube a mi nube es una película de melodramática peruana de 2024 dirigida por Sergio Barrio, inspirada en la vida y tragedia que rodea la muerte de Mónica Santa María, presentadora del programa infantil Nubeluz. El elenco está conformado por Silvana Cañote y Alessa Wichtel en los roles protagónicos; y con Andrés Wiese, Christian Thorsen y Javier Delgiudice en los roles secundarios. Se estrenó en cines el 19 de septiembre de 2024.

## Sinopsis
En una época sin internet ni redes sociales y en una sociedad que evitaba hablar de salud mental, Mónica luchaba por manejar la fama y la presión que conllevaba. Aunque el programa infantil «Sube a mi nube» le daba felicidad y amigos cercanos, también la llevó a un punto sin retorno, mientras se apagaba lentamente como víctima de su entorno y de la fama.

## Reparto
El reparto principal de la película está compuesto por:
- Silvana Cañote como Mónica Santa María.
- Alessa Wichtel como Almendra Gomelsky.
- Andrés Wiese como Constantino «Tino» Heredia.
- Christian Thorsen como Javier.
- Javier Delgiudice como Samuel.
- Emilia Somocurcio como Lilianne Braun.
- Gabriel González como Marcelo Serrano.
- Job Mansilla como Rolo.
- Paco Varela como Director de cámaras.
- Catalina Parra como Bailarina.
- Isabel Parra como Bailarina.
- Juan Ignacio Di Marco como Diego.
- Sergio Barrio como Cusi Barrio.
- Luis Acoy como Bailarín.
- Pedro Sessarego como Pepe Mansur.
- Andy Vernal como Bailarín.
- Doménica Estévez como Bailarina.
- Marialola Arispe como Marcia.

## Recepción de la crítica
La recepción de los críticos de cine ha sido mixta. Sebastián Zavala Kahn, crítico de megustaelcine.com, indica que aunque bien ejecutada y respetuosa en su enfoque sobre la salud mental, Sube a mi nube vacila entre lo explotador y lo conmovedor, siendo imperfecta pero valiosa. Por su parte, Leslie Galván, en su crítica para El Comercio, menciona que destacan las actuaciones de Silvana Cañote y Alessa Wichtel, que muestran la vulnerabilidad y tensión del personaje principal, mientras la historia aborda la importancia de la conciencia sobre la salud mental en Perú.